# Camada F2

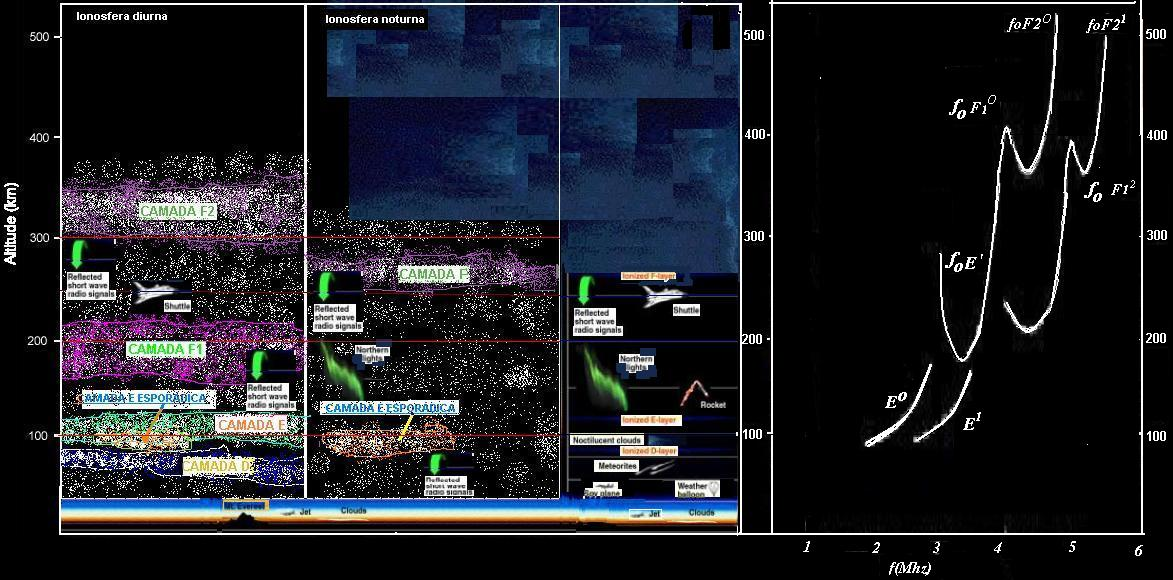
Esquema das camadas ionosféricas

A camada F2 é a mais alta das camadas ionosféricas. Localiza-se entre os 200 e 400 km de altitude. Acima da F1 encontram-se a E e a D, respectivamente. É o principal meio de reflexão ionosférico para comunicações em altas frequências a longa distância. A altitude da F2 varia conforme a hora do dia, época do ano, condições de vento e ciclo solares. A propagação e reflexão obedecem a estas variáveis. Seu aparecimento ocorre ao nascer do Sol, quando a camada F se desmembra em F1 e F2.